# Louis-Marie Ricard
Louis-Marie Ricard,  (ur. 24 listopada 1868 w Bondigoux, zm. 21 października 1929 w Nicei) – francuski duchowny katolicki, biskup. Święcenia kapłańskie przyjął w 1892 roku, zaś w 1923 został mianowany przez papieża Piusa XI biskupem pomocniczym diecezji Nicei ze stolicą tytularną Marciana. Trzy lata później wyznaczony został na ordynariusza tej diecezji. Ingres odbył 22 czerwca 1926 roku. Zmarł w 1929 w wieku 60 lat.